# 凤凰县人民政府
27°57′49″N 109°35′14″E / 27.96363°N 109.587225°E
凤凰县人民政府（简称凤凰县政府）是中华人民共和国湖南省湘西土家族苗族自治州凤凰县的行政管理机关。现任县长是樊忠清，2022年上任。

## 沿革

### 反腐败工作
2021年9月17日，中共湘西自治州纪委通过《中共湘西自治州纪委关于石治平严重违纪违法问题的审查报告》，石治平遭到开除党籍处分。
2024年11月，赵海峰涉嫌严重违纪违法，接受湘西自治州纪委监委纪律审查和监察调查。

## 历任县长
| 姓名   | 就任日期   | 卸任日期  | 备注  |
| ------ | ---------- | --------- | ----- |
| 张永中 | 2002年10月 | 2008年6月 | [ 2 ] |
| 罗明   | 2008年6月  | 2012年3月 | [ 3 ] |
| 石治平 | 2012年4月  | 2013年4月 | [ 3 ] |
| 赵海峰 | 2013年5月  | 2022年2月 | [ 4 ] |
| 樊忠清 | 2022年3月  |           | [ 5 ] |